# Halikarnas
Halikarnas (grčki: Άλικαρνᾱσσός - Halikarnassós ili Ἁλικαρνασσός - 
Alikarnassós, turski: Halikarnas, današnji Bodrum) bio je antički grčki grad u Maloj Aziji, i glavni grad Karije. 
Halikarnas je bio grčka kolonija (Dorana iz Trezene na Peloponezu) u ondašnjoj Kariji, dijelu današnje jugoistočne Anatolije, u pitoresknom zaljevu Gökova (ili Kos). Halikarnas je bio mjesto povijesne bitke između Aleksandra Velikog i Perzijskog Carstva. Halikarnas je i mjesto gdje je Mauzol podigao svoju grobnicu jedno od Sedam svjetskih čuda.
Halikarnas se povijesno nalazio na malom otočiću Zefiria, danas se on gotovo nevidi od velike tvrđave Svetog Petra, koju su podigli Vitezovi s Rodosa 1404. godine.

## Poznati građani iz Halikarnasa
- Artemizija I. (480. pr. Kr.) vladarica Halikarnasa, koja je sudjelovala u bitci kod Salamine
- Herodot (oko 484. - oko 425. pr. Kr.) grčki povjesničar
- Dioniz (1. stoljeće pr. Kr.) grčki povjesničar i učitelj retorike
- Aelius Dioniz (2. stoljeće pr. Kr.) grčki retoričar i glazbenik

## Vanjske poveznice
- O Halikarnasu od Jona Lenderinga  Arhivirana inačica izvorne stranice od 20. listopada 2006. (Wayback Machine)
- Rekonstrukcija Mauzoleja